# TAKARAZUKA舞夢!
『TAKARAZUKA舞夢!』（たからづかまいむ）は、宝塚歌劇団花組で2004年に上演されたショー作品。
- 主演は春野寿美礼・ふづき美世。特別出演に水夏希（当時は宙組）・霧矢大夢（月組）。
- ギリシャ神話を題材に、宝塚歌劇のコンセプトである愛と夢を追求したショーである。
- ウラノスとガイアの出会いによる天地創造の場面から始まり、「ゼウス誕生」「ゼウスの恋」「パンドラの箱」「ナルキッソス」「MENS CLUB」「理想の女神」「レディ・オリンピック」「パリスの審判」「トロイア戦争」「ゼウスの涙」などの場面から構成されている。
- 併演は『La Esperanza-いつか叶う-』。
- このショーのためにYOSHIKIが楽曲「世界の終りの夜に」を提供。
- ポスターデザインは天野喜孝が担当した。

## CD
2004年10月20日に、舞台を収録したCDがリリースされた。
| #   | タイトル                                       | 作詞 | 作曲・編曲 | 歌手                         | 時間 |
| --- | ---------------------------------------------- | ---- | ---------- | ---------------------------- | ---- |
| 1.  | 「舞夢～世界の始まりの朝に～」                 |      |            | 春野寿美礼・ほか             | 5:16 |
| 2.  | 「主よ、人の望みの喜びを」                     |      |            | 遠野あすか・桜一花           | 1:35 |
| 3.  | 「パンドラの箱」                               |      |            | 霧矢大夢                     | 2:23 |
| 4.  | 「ナルキッソス」                               |      |            | 水夏希・七星きら             | 3:05 |
| 5.  | 「MENS CLUB」                                  |      |            | 春野寿美礼・水夏希・霧矢大夢 | 1:42 |
| 6.  | 「理想の女神」                                 |      |            | 春野寿美礼・水夏希・霧矢大夢 | 2:21 |
| 7.  | 「パリスの審判」                               |      |            | 春野寿美礼・ほか             | 3:19 |
| 8.  | 「世界の終わりの夜に」                         |      |            | 春野寿美礼                   | 5:11 |
| 9.  | 「『新世界』より～舞夢～世界の始まりの朝に～」 |      |            | 春野寿美礼・遠野あすか・ほか | 4:42 |
| 10. | 「ピアノソナタ第８番「悲愴」より」             |      |            | 春野寿美礼                   | 2:55 |
| 11. | 「パレード (舞夢～世界の始まりの朝に～)」      |      |            | 宝塚歌劇団花組               | 4:42 |

## スタッフ
- 作・演出：藤井大介
- 作曲・編曲：高橋城・青木朝子・太田健・YOSHIKI
- 振付：羽山紀代美・御織ゆみ乃・ANJU・若央りさ・浅井みどり
- 装置：新宮有紀
- 衣装：任田幾英